# Eragrostis pergracilis
Eragrostis pergracilis là một loài thực vật có hoa trong họ Hòa thảo. Loài này được S.T.Blake mô tả khoa học đầu tiên năm 1948.